# دال جون لي
دال جون لي (بالإنجليزية: Dal Joon Lee)‏ هو لاعب تنس الطاولة أمريكي، ولد في 30 مايو 1939 في وونجو في كوريا الجنوبية، وتوفي في 19 سبتمبر 2010.

## وصلات خارجية
- دال جون لي على موقع منظمة تنس الطاولة العالمي (الإنجليزية)